# Mastichodendron
Mastichodendron es un género con 32 especies de plantas  perteneciente a la familia de las sapotáceas. 

## Especies seleccionadas
- Mastichodendron angustifolium
- Mastichodendron belizense
- Mastichodendron borbonicum
- Mastichodendron capiri

- Datos: Q6005596